# アスカム
株式会社アスカムは、仙台市青葉区に本社を置いていた、主に医薬品・医療機器の卸売を行う企業であった。現在は東邦薬品である。

## 沿革
- 1948年（昭和23年）4月 - 仙寿堂薬局として創業。
- 1950年（昭和25年）12月 - 有限会社仙寿堂薬局を設立。
- 1959年（昭和34年）12月 - 株式会社に改組、株式会社山田仙寿堂に商号変更。
- 1984年（昭和59年）9月 - 米城薬品株式会社（仙台市）と合併し、株式会社エーシンに商号変更。
- 2000年（平成12年）10月1日 - 石舘商事株式会社（青森市）、出羽薬品株式会社（山形市）、菅野商会株式会社（福島市）、東日本薬品株式会社（水戸市）と合併し、株式会社アスカムに商号変更。
- 2002年（平成14年）10月 - 東邦薬品と業務提携、秋田県・栃木県における営業権を譲渡。
- 2009年（平成21年）10月 -　「東邦ホールディングス」と経営統合。
- 2010年（平成22年）
  - 2月 - 簡易株式交換により、東邦薬品株式会社の完全子会社となる[1]。
  - 7月 - 調剤薬局事業を株式会社ネスト（2013年11月にトモニティ株式会社に吸収合併され、株式会社ファーマみらいとなる）に、茨城県における医薬品卸売事業を山口東邦株式会社に、それぞれ会社分割[2]。
  - 10月 - 東邦薬品株式会社に吸収合併[3]。

## 事業所
- 本社：仙台市
- 支店：仙台市、青森市、岩手県紫波郡矢巾町、山形市、福島県本宮市、水戸市
- 営業所：宮城県6箇所、青森県6箇所、岩手県3箇所、山形県4箇所、福島県6箇所、茨城県5箇所

## 主な取引メーカー
- ツムラ、アステラス製薬、テルモ、エーザイ、興和、大塚製薬、ニプロ、協和発酵、グラクソ・スミスクライン、ノバルティス、第一三共、久光製薬、塩野義製薬、大鵬薬品、明治製菓、田辺製薬、持田製薬　など